# Plebejer
Die Plebejer (lateinisch plebs, f, „Menge, Volk“) waren in der römischen Republik alle Bürger, die nicht dem alten Erbadel, den Patriziern (lat. patres „Väter, Vorfahren“), angehörten. Zu den Plebejern zählte also die große Mehrheit der Römer, vor allem Bauern und Handwerker, aber auch Händler und Wohlhabende. Sie dürfen daher nicht mit den proletarii gleichgesetzt werden, die nur einen Teil der plebs bildeten.
Früh stellten gerade die wohlhabenden Plebejer die politische Vorherrschaft der Patrizier in Frage. Während der Ständekämpfe (ca. 500–287 v. Chr.) setzten die Plebejer gemäß der späteren Tradition immer wieder die secessio plebis als Druckmittel im Konflikt mit dem Adel ein. Da Rom fast andauernd im Krieg mit seinen Nachbarn lag, mussten die Patrizier, die sich wohl auf bewaffnete Gefolgschaften stützten, häufig Kompromisse eingehen. 
Am Ende der Ständekämpfe hatten die Plebejer wichtige wirtschaftliche, rechtliche und politische Zugeständnisse erreicht. Was die Versammlung der Plebejer beschloss, wurde fortan als allgemeines Gesetz anerkannt, und die Volkstribune galten nun offiziell im Rahmen des cursus honorum als Beamte. Sie erhielten das Recht, Maßnahmen der Magistrate zu verbieten (z. B. die Bestrafung eines Plebejers, vgl. comitia populi tributa). Da die Patrizier die meisten politischen Vorrechte eingebüßt hatten, bildeten sie fortan gemeinsam mit erfolgreichen plebejischen Familien eine neue Elite, die sich nicht mehr über Abstammung, sondern über Leistungen für den Staat legitimierte, die Nobilität.

## Geschichtliche Entwicklung
Im Jahre 494 v. Chr. streikten die Plebejer zum ersten Mal für mehr Rechte (secessio plebis), und im Jahr 449 v. Chr. kam es zum zweiten Auszug der plebs aus der Stadt Rom, 445 v. Chr. wurde ihnen das Recht zugestanden, Patrizier zu heiraten (lex Canuleia). In der Folge (367 v. Chr.) bauten sich die Plebejer eigene Strukturen auf (die Volksversammlung und die neuen Magistraturen des Volkstribuns sowie des plebejischen Ädils). Alle diese Zugeständnisse wurden angeblich mit dem Druckmittel der secessio plebis durchgesetzt. Historiker wie Uwe Walter weisen allerdings darauf hin, dass es sich bei diesen Schilderungen vielfach um Rückprojektionen aus späterer Zeit handeln dürfte (Walter 2017).
Der Ständekonflikt wurde 287 v. Chr. endgültig gelöst. Damals setzte der plebejische Diktator Quintus Hortensius ein Gesetz durch, das die Beschlüsse der Volksversammlung nicht nur für die Plebejer, sondern für alle römischen Bürger bindend machte (lex Hortensia). In der Folgezeit gelang mehreren plebejischen Geschlechtern der Aufstieg in die Nobilität; nur das Amt des kurulischen Ädils und einige Priestertümer blieben Plebejern verwehrt.
Zur Zeit der späten Republik verschob sich die Bedeutung des Wortes plebs. Der Begriff diente nun häufig der sozialen Differenzierung der Bürger unterhalb des Senatoren- und Ritterstands. Es wurde zwischen den städtischen (was sich nur auf die Stadt Rom bezieht) Plebejern, der plebs urbana, und den ländlichen, der plebs rustica, unterschieden. Hierbei kam der plebs urbana besondere Bedeutung zu, da nur sie aufgrund ihrer Ortsansässigkeit an den Volksversammlungen und somit an der Wahl von Magistraten teilnehmen konnte. Das führte dazu, dass sie von popularen Politikern mittels Getreidezuweisungen und Ähnlichem umworben wurde. Ferner konnte die plebs urbana auch „physischen“ Druck ausüben (in Form von Massendemonstrationen und Ausschreitungen). Es ist umstritten, inwieweit sie als eigenständiger politischer Faktor oder nur als „Spielball“ von populären Politikern bewertet werden muss.

## Bedeutungswandel
Das Wort Plebs hat eine Bedeutungserweiterung erfahren. Es bedeutet heute auch allgemein „viel Volk“, insbesondere abwertend „einfaches Volk“ oder „ungebildete Masse“. Entsprechend bedeutet plebejisch ohne historischen Kontext „ungebildet, vulgär, pöbelhaft“. In demselben Bedeutungsverhältnis stehen die Wörter Proletarier (historischer Begriff) und Prolet (abwertende Bezeichnung).
Im Gegensatz zur historischen Bedeutung (die Plebs) schwankt bei der verallgemeinerten Bedeutung das Genus: der Plebs, seltener die Plebs.
Im Italienischen besteht das im Lautstand veränderte Erbwort pieve neben der bildungssprachlichen Neuentlehnung plebe fort. In Ortsnamen wie beispielsweise Pieve Santo Stefano erhalten, bezeichnete die pieve eine Pfarrei.

## Etymologie
Lateinisch plebs ist verwandt mit lat. plere „füllen“ und plenus „voll“.
Das deutsche Wort Pöbel ist nicht direkt mit plebs verwandt. Es geht über altfranzösisch poble „Dienerschaft, gemeine Leute“ zurück auf lat. populus „Volk“. Wahrscheinlich gehört populus zur selben indogermanischen Wortsippe wie plebs und plenus – und ebenso die gleichbedeutenden deutschen Wörter Volk und voll. Somit gibt es vermutlich eine gemeinsame Urverwandtschaft – mit der Grundbedeutung „voll“ oder „viele“.